# Фридрихсхолм
Фридрихсхолм (њем. Friedrichsholm) општина је у њемачкој савезној држави Шлезвиг-Холштајн. Једно је од 165 општинских средишта округа Рендсбург. Према процјени из 2010. у општини је живјело 413 становника. Посједује регионалну шифру (AGS) 1058056.

## Географски и демографски подаци
Фридрихсхолм се налази у савезној држави Шлезвиг-Холштајн у округу Рендсбург. Општина се налази на надморској висини од 10 метара. Површина општине износи 7,1 km². У самом мјесту је, према процјени из 2010. године, живјело 413 становника. Просјечна густина становништва износи 58 становника/km².